# Bliza (kwartalnik artystyczny)
Bliza – Kwartalnik Artystyczny – ilustrowane pismo artystyczne o zasięgu ogólnopolskim, wydawane w Gdyni (pod mecenatem gdyńskiego Urzędu Miasta) od roku 2009. Redaktorem naczelnym kwartalnika do 2023 roku był pisarz Paweł Huelle.
Słowo bliza oznacza latarnię morską w języku kaszubskim.  Użycie kaszubskiego terminu w tytule może sugerować mocne osadznie pisma w realiach regionalnych, redaktorzy jednak starają się godzić zainteresowania lokalne z tematami dotyczącymi kultury i sztukli w wymiarze znacznie szerszym. Poszczególne numery poświęcone są wyraźnie zdefiniowanym tematom przewodnim, takim jak kultura footballu (nr 2 (11) 2012), e-migracja (nr 3 (12) 2012), czy przestrzeń i architektura (2 (19) 2014). Niektóre z tematów są ściśle powiązane z bieżącymi wydarzeniami w Polsce i na świecie, na przykład temat wojny, któremu był poświęcony nr 4 (21) 2014. Zaproszeni autorzy przypatrywali się zjawisku wojny z różnych perspektyw, socjologicznej, politologicznej, kulturowej, próbowali analizować konflikty i związane z nimi emocje. Kwartalnik Artystyczny „Bliza” angażuje się w działania związane z animacją życia kulturalnego w Trójmieście oraz w innych miastach, szczególnie organizowaniem spotkań i festiwali literackich, turniejów (slamów) poetyckich, oraz przeglądów filmowych (we współpracy z Gdyńskim Centrum Filmowym i Gdyńską Szkołą Filmową). Wydawcą czasopisma było Centrum Kultury w Gdyni, od 2018 roku pod nazwą Gdyńskie Centrum Kultury. Od 2020 roku wydawcą jest Gdyńskie Centrum Filmowe.